# Ignaz Vergeiner

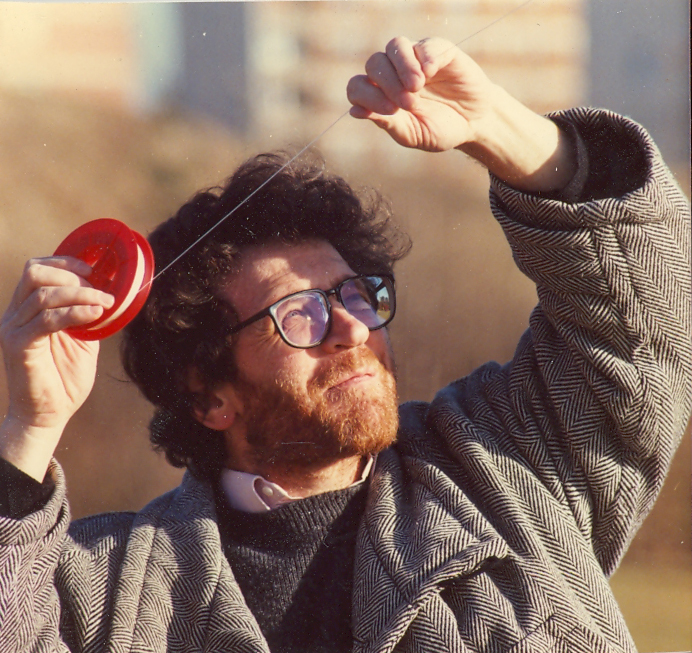
Ignaz Vergeiner, beim Drachensteigen (Jahr?)

Ignaz Vergeiner (* 13. Dezember 1938 in St. Justina, Osttirol; † 28. Februar 2007 in Wels) war ein österreichischer Naturwissenschaftler (Meteorologie, Mathematik und Physik). Neben seinen theoretischen Arbeiten in der Meteorologie engagierte er sich in energie- und umweltpolitischen Themen, im Besonderen gegen die Nutzung von Atomkraft.

## Leben
Nach dem Besuch des Gymnasiums in Lienz studierte Ignaz Vergeiner von 1957 bis 1961 Mathematik und Physik an der Universität Innsbruck. Bereits während seines Lehramtsstudiums arbeitete er als wissenschaftliche Hilfskraft am Institut für Meteorologie und Geophysik. Nachdem er dort 1962 Assistent wurde, promovierte er zwei Jahre später bei Herfried Hoinkes.
1965 engagierte sich Vergeiner als Research Assistant am Department of Atmospheric Science an der Colorado State University in Fort Collins, Colorado. Zwischen 1966 und 1970 verbrachte er zwei Jahre als Visiting Scientist am National Center for Atmospheric Research (NCAR) in Boulder, Colorado. Dort arbeitete er unter anderem am Colorado Lee Wave Project mit, das in puncto „Strömung über Gebirgsketten“ bis heute Wissenschaftler aus aller Welt inspiriert.
Nach seiner Rückkehr an die Universität Innsbruck im Jahr 1971 brachte er seine in den USA gewonnene wissenschaftliche Erfahrung ins Institut ein. In den darauf folgenden Jahren galt sein berufliches Hauptinteresse der Gebirgsmeteorologie. Dank seiner fundierten mathematisch-physikalischen Ausbildung schuf er immer wieder konzeptionelle Modelle von großer Klarheit, wie beispielsweise zur Dynamik alpiner Windsysteme und zum Föhn. Dabei setzte er sich auch mit den Grenzen von Modellen und ihrer Anwendung auseinander.
1976 habilitierte sich Vergeiner für das Fachgebiet Meteorologie und wurde Universitätsdozent. In weiterer Folge nahm er auch einige kürzere Gastprofessuren an der FU Berlin, den Universitäten Frankfurt, Hamburg, Oslo und Bergen (Norwegen) sowie der Monash University in Victoria (Australien) wahr.
Sowohl neben, als auch in seiner wissenschaftlichen Tätigkeit wurden für Vergeiner im Laufe der Jahre umwelt- und energiepolitische Fragestellungen immer zentraler. So engagierte er sich in der „Initiative der österreichischen Atomkraftwerksgegner“ (IÖAG) nicht nur gegen das AKW Zwentendorf, sondern auch für eine effizientere Energienutzung und den vermehrten Einsatz erneuerbarer Energien. 1982 nahm er an Vorgesprächen zur Gründung einer grünen Partei teil, die ein Sprachrohr für engagierte Personen und Initiativen sein sollte. Zwei Jahre später kandidierte er bei der Landtagswahl in Tirol auf dem Spitzenplatz der „Liste für ein anderes Tirol“, die jedoch mit einem Ergebnis von 2,92 % kein Mandat erreichen konnte.
1982 arbeitete Vergeiner beim internationalen ALPinen EXperiment (ALPEX) mit, das sich in bis dahin unbekannter Detailliertheit mit der Wechselwirkung von atmosphärischen Strömungen und den europäischen Alpen beschäftigte. Im gleichen Jahr begann auch seine Tätigkeit als Gutachter mit dem Schwerpunkt auf Ausbreitungsrechnungen in komplexem Gelände, teils für offizielle Stellen, teils für Bürgerinitiativen. So war er 1988 auch Mitglied der Expertengruppe des österreichischen Umweltministeriums zur geplanten Wiederaufbereitungsanlage im bayrischen Wackersdorf.
Zwischen 1993 und 1995 trat Ignaz Vergeiner als meteorologischer Experte im Verfahren gegen die Betreiberfirma des Atomkraftwerks Three Mile Island bei Harrisburg, Pennsylvania für die klagenden Bürger auf. Dort hatte sich 1979 der bisher schwerste Atomunfall in den USA ereignet. Bis zuletzt arbeitete Vergeiner an einem Projekt zur Aufarbeitung der damaligen Vorfälle. Im März 2012 wurde am Zentrum für Kunst und Medientechnologie in Karlsruhe die multimediale Oper „Three Mile Island“ uraufgeführt. Diese ist eine Kooperation von Karl Hoffmann, Andrea Molino und Guido Barbieri und beruht auf Interviews von K. Hoffmann mit Ignaz Vergeiner in seinem letzten Lebensjahr.
Nach seiner Pensionierung im Jahr 2003 zog Vergeiner nach Wels, hielt aber weiterhin Vorlesungen am meteorologischen Institut in Innsbruck und erstellte Gutachten. Ein Jahr später erkrankte er an Krebs. Ignaz Vergeiner verstarb am 28. Februar 2007.
Listen der  wissenschaftlichen Publikationen von Ignaz Vergeiner, seiner umweltbezogenen Gutachten sowie der von ihm betreuten Diplomarbeiten und Dissertationen sind online zugänglich.

## Publikationen
- Mischungswegkonzept und Richardson-Zahl bei stabiler Schichtung (auf Grund einer Analyse der Wind- und Temperaturprofile der Südpolstation 1958). Dissertation Universität Innsbruck, VI+114S., 1964
- mit D. K. Lilly: The dynamic structure of lee wave flow as obtained from balloon and airplane observations. Monthly Weather Review, Vol. 98, No. 3, p. 220–232, 1970
- Föhn- und Leewellenströmung in einem dreidimensionalen numerischen Modell. Ber. nat.-med. Ver. Innsbruck, 1976, Band 63, S. 11–56
- mit H. Kolb, H. Pichler, R. Steinacker: Meteorologische Studie über den Zusammenhang zwischen Emissionen der Wiederaufbereitungsanlage Wackersdorf, Bayern, und den dadurch verursachten Immissionen in Österreich. Forschungsberichte 5/89, herausgegeben vom Bundeskanzleramt, Sekt. VII, 222 Seiten + Anhang, 1989